# Suite Orquestal No. 3 (Chaikovski)
Piotr Ilich Chaikovski compuso su Suite Orquestal No. 3 en sol mayor, Op. 55 en 1884, al mismo tiempo que su Fantasía de Concierto en sol mayor, Op. 56, para piano y orquesta. Originalmente se había pensado que Contrastes fuera el movimiento de apertura de la suite, pero terminó por convertirse en el movimiento de cierre de la fantasía. Al principio se tenía la intención de que ambas obras fueran composiciones convencionales, pero esto cambió al final; la fantasía se había pensado como un concierto para piano, y la suite como una sinfonía.[cita requerida]
La primera interpretación de la suite fue en San Petersburgo, Rusia, el 24 de enero de 1885, bajo la dirección de Hans von Bülow. Estuvo dedicada al conductor Max Erdmannsdörfer, que unos días después conduciría el estreno en Moscú y que también había dirigido los estrenos de las dos primeras.

## Instrumentación
La Suite Orquestal No. 3 hace uso de: 3 flautas (entre ellas un flautín), 2 oboes, 1 corno inglés, 2 clarinetes (en La), 2 fagots, 4 cornos (en Fa), 2 trompetas (en Fa y Re), 3 trombones, tuba, timbales, caja, pandereta, triángulo, platillos, bombo, arpa y cuerdas (violines 1 y 2, violas, violonchelos, contrabajos).

## Estructura
La suite se compone de cuatro movimientos, el cuarto —un tema con variaciones— es más largo que los otros tres movimientos juntos:
I. Élégie (Andantino molto cantabile, Sol mayor)
Wiley llama a este movimiento "resueltamente melódico". Un cambio de Si a Si ♭ "produce tensión en la discordancia entre tema y clave", comenta. El primer conjunto de temas regresa en la clave del segundo, después como un puente. Después Chaikovski regresa a la clave inicial y repite el segundo grupo de temas en la clave del primero y sigue con un largo epílogo.
II. Valse mélancolique (Allegro moderato, Mi menor)
Wiley sostiene que, aunque Chaikovski se refería a este movimiento como el "vals obligatorio", no es algo común de su obra en este ámbito. El carácter sombrío del tema de apertura es excepcional, y el segundo tema sincopado es prácticamente idéntico al del scherzo. Wiley añade, "la inusual periodicidad en largos y desiguales lapsos es acarácterístico, así como lo es el patrón formal, una repetición tripartita que también imita al scherzo. El resultado que no parece un vals, mantenido por 100 compases, es enigmático. Abrevando la repetición hace que el Trio sea aún más impactante".
III. Scherzo (Presto, Mi menor)
El tema de apertura de este movimiento, escribe Wiley, es similar a su contraparte en el Segundo Suite. El constante cambio de combinaciones timbrales y el tiempo, hace a esta pieza, alternando entre 6
8 y 2
4, un reto para la orquesta. Chaikovsky "toca con énfasis a lo largo de la pieza", añade Wiley, "algunas veces enriqueciendo la tríada tónica con la añadidura de la sexta, creando un acorde con los tonos de ambos acordes al mismo tiempo, de esta forma crea una mezcla de Sol mayor y Mi menor". La orquesta de la sección del Trio, una marcha, incluye un redoblante y un triángulo.
IV. Tema con variazioni (Andante con moto, Sol mayor)
1. Andante con moto, 2
4
2. Andante con moto, 2
4
3. Andante con moto, 2
4
4. Pochissimo meno animato, Si menor
5. Allegro vivo, 3
4, Sol mayor
6. Allegro vivace, 6
8, Sol mayor
7. L'istesso tempo, 2
4, Sol mayor
8. Adagio, 3
4, La menor (cierra en Mi mayor)
9. Allegro molto vivace, 2
4, La mayor
10. Allegro vivo e un poco rubato, 3
8, Si menor
11. Moderato mosso, 4
4, Si mayor
12. Finale. Polacca—Moderato maestoso e brillante, 3
4, Sol mayor

## Composición
"Tenía la intención de escribir una sinfonía, pero el título no tiene importancia", escribió Chaikovski a Serguéi Tanéyev. Cuando fue a la finca de la familia Davidov en el pueblo de Kamenka en Ucrania, había contemplado ideas para un concierto para piano y una sinfonía. Ninguno de los dos planes se materializó de la manera que pretendía el compositor. Rápidamente se dio cuenta de que sus ideas para la sinfonía se adaptarían mejor a una suite orquestal como las dos que había escrito anteriormente. El problema residía en el movimiento de apertura. Con el título Contrastes, iba a ser una fantasía de sonidos y patrones musicales contrastantes, a diferencia del movimiento Jeu de sons que iniciaba la Segunda Suite Orquestal . Cuanto más trabajaba con la música, la música se volvía más recalcitrante, y más la odiaba. Contrastes finalmente encontró su lugar en la Fantasía de Concierto.
La disposición original de Chaikovski para la Tercera Suite era similar a la de su Segunda —un movimiento de apertura considerablemente largo como en sus dos primeras suites orquestales, después tres movimientos más pequeños y un final compuesto de un tema y sus variaciones. La evolución que experimentó Contrastes, si bien fue buena para la Fantasía de Concierto, dejó a la suite desequilibrada, con tres movimientos pequeños seguidos de un movimiento de tema y variaciones tan grande como los tres movimientos anteriores juntos. Incluso sin Contrastes, la suite sigue siendo un obra extensa.
Wiley escribe que Chaikovski compuso el scherzo primero. El final compuesto de un tema y sus variaciones se compuso al final, empezando por la polonesa de cierre. Esto, dice Wiley, podría haber ayudado al compositor a aclarar su estrategia al marcar el ritmo del movimiento y guiar su momento en general. También vincula el tema del final a los otros movimientos: "su acorde de apertura se presenta como una tríada con una sexta añadida, [que usó en el scherzo inmediatamente anterior] y, como [la obertura] Elegie, el movimiento es resueltamente melódico".
Wiley también dice que la calidad de Prelest' (que significa "encanto") en la Tercera Suite "es demasiado prominente para una sinfonía, mientras que al mismo tiempo la coherencia de la suite va mucho más allá de la casual miscelánea de la Segunda". Esta continuidad, sugiere Wiley, "pone en duda la libertad que tanto apreciaba cuando escribió la Primera Suite seis años antes". La Tercera Suite, agrega Wiley, es también una música mucho más oscura en tonalidades que las dos suites que la preceden.
En la cuarta variación (pochissimo meno animato, Si menor) del cuarto movimiento, se escucha con claridad una referencia al tema de Dies Irae.

## Recepción
Chaikovski creía que el público apreciaría la nueva suite; sobre la recepción en su estreno, le escribió a su patrona Nadezhda von Meck seis días después del evento que "la realidad superó con creces mis expectativas. Nunca antes había experimentado un triunfo igual. Vi que toda la masa de la audiencia se conmovió y estaba agradecida conmigo. Estos momentos son las mejores condecoraciones de la vida del artista. Gracias a ellos, vale la pena vivir y trabajar". El hermano del compositor, Modest, afirmó más tarde que aquel había sido el mayor triunfo público hasta ese momento de una obra sinfónica rusa. La prensa fue completamente positiva, el amigo de Chaikovski, Herman Laroche, llamó a la música de Chaikovsky la verdadera música del futuro. Las dos primeras suites orquestales de Chaikovsky también habían sido muy bien recibidas por el público y los críticos, pero el compositor no había asistido a ninguno de sus estrenos.
El comentario de Laroche puede servir como un buen recordatorio de que lo que ahora puede sonar convencional, en su momento fue escrito como algo muy fresco y original. Chaikovski no se aventura en la exploración de nuevas profundidades del sentimiento en este trabajo, pero su nivel de invención está en su punto más álgido. La Tercera Suite explora más notablemente las posibilidades melódicas y orquestales expuestas en sus dos predecesoras, así como el regreso de Chaikovski a la técnica de variación a gran escala. El movimiento final, Tema con variazioni, es un maravilloso ejemplo del genio creativo del compositor y es un locus classicus de la orquestación. Tal era su popularidad que durante la vida de Chaikovski, no era extraño que se le pidiera interpretar este final dejando de lado el resto de la suite; y el final se ha interpretado independientemente numerosas veces desde entonces.

## Grabaciones escogidas
- Antal Doráti dirigiendo la Nueva Orquesta Philharmonia
- Neeme Järvi dirigiendo la Orquesta Sinfónica de Detroit
- Rudolf Kempe dirigiendo la Orquesta Filarmónica de Viena (solo el cuarto movimiento)
- Lorin Maazel dirigiendo la Orquesta Filarmónica de Viena
- Gennady Rozhdestvensky dirigiendo la Orquesta Sinfónica del Ministerio de Cultura de la URSS
- Stefan Sanderling dirigiendo a la Orquesta Sinfónica Nacional de Irlanda